# Mánie

Pacienti s bludy vznešenosti si mohou mylně myslet, že jsou mnohem mocnější, než ve skutečnosti jsou (Megalománie).

Mánie je duševní porucha charakterizovaná expanzivní, často iritabilní náladou. Diagnosticky se objevuje jako manický syndrom. Nejčastěji bývá spojena s depresí; pokud se v rámci deprese vyskytne alespoň jedna manická epizoda, bývá diagnostikována bipolární afektivní porucha, dříve nazývaná maniodepresivní psychóza. Manický syndrom se však může vyskytovat i u jiných onemocnění, proto pouze na jeho základě nelze diagnostikovat bipolární afektivní poruchu.

## Výskyt
Vyskytuje se u organických postižení mozku – úrazy hlavy, nádory mozku, intoxikace, často bývá u progresivní paralýzy, u schizofrenie a schizoafektivní poruchy, u dekompenzací poruch osobnosti či u mentálně postižených jedinců.

## Symptomatika
Projevy jsou v podstatě opakem deprese. Nálada bývá nadnesená, expanzivní. Myšlení a psychomotorika bývají urychleny, často dochází k impulsivním rozhodnutím, jež mohou mít závažné následky (nerozvážné utrácení, ničení starých a navazování nových vztahů, výpověď v práci atp.). V tělesné oblasti dominuje snížená potřeba spánku, zvýšená energie a zanedbávání somatických obtíží.
Vzhled nemocného je typický – nemocný je usměvavý, sebevědomý, zvýšeně aktivní, spontánně navazuje rozhovor, rychle mluví, přeskakuje z tématu na téma. Někdy je velmi sdílný, jindy nesnášenlivý, tvrdohlavý. Nemocní nakupují nebo prodávají různé věci, podnikají různé aktivity, utrácejí peníze.

## Rozlišení
Symptomatika může nabývat různé intenzity:
- Hypomanie je mírnou formou; tato nijak výrazně nenarušuje psychosociální fungování jedince. Je charakterizována mírně nadnesenou náladou, která trvá minimálně čtyři po sobě jdoucí dny, zvýšenou energií, aktivitou a pocitem zvýšené výkonnosti.
- Mánie – zvýšená nálada až vzrušení trvá více než týden, nebo jakkoliv krátkou dobu, je - li nutná hospitalizace. Dochází k myšlenkovému trysku, zvýšenému sebevědomí a ztrátě sociálních zábran a riskantnímu jednání.
- Mánie s psychotickými příznaky často vyžaduje hospitalizaci. Jsou přítomny bludy a halucinace. Tato forma postihuje zhruba třetinu nemocných. Bludy bývají expanzivní, náboženské, erotomanické apod. („jsem nový spasitel“, „miluje mě známa osobnost“, "mé přitažlivosti nikdo neodolá").

Používá se též rozlišení podle stupně elevace nálady:
- Euforie - je zvýšený smysl pohody a štěstí, nálada je elevována nad niveau a nevychází z vnější situace. Běžně provází epizody hypomanie a přechodně se vyskytuje též u psychicky zdravých lidí. Typická nálada u hyperthymní osobnosti.
- Elace - elevace nálady doprovázená urychlením psychomotoriky (tachypsychií). Může se vyskytnout v rámci epizody hypomanie, typická je však pro plně rozvinutou mánii. U psychicky zdravých se takřka nevyskytuje.
- Exaltace - intenzivní elace s grandiózními nebo religiózními bludy. Typický projev mánie s psychotickými příznaky.
- Extáze - extrémní elevace nálady doprovázená intenzivním blahem a typicky bludy a halucinacemi grandiózního nebo religiózního obsahu. Nemusí být urychlena psychomotorika. Možná u mánie s psychotickými příznaky, typicky jejích extrémnějších forem, tedy stuporózní mánie, katatonní mánie, Bellovy mánie nebo excitovaného deliria, maligních forem mánie.

Manický syndrom se dále rozlišuje na tři typy:
- euforický syndrom – pocit tupé blaženosti, spokojenosti bez výraznější hyperaktivity;
- stuporózní manický syndrom – naprostá nepřítomnost psychomotorických projevů;
- rezonantní manický syndrom – podrážděnost, nevlídnost, někdy i agrese.